# Alfaxalona
La alfaxalona es un neuroesteroide y anestésico general. Es utilizada por los veterinarios con el nombre comercial Alfaxan como un agente de inducción de la anestesia vía intravenosa. Aunque es más cara que otros agentes de inducción, se la prefiere a menudo por la ausencia de efectos depresivos en el sistema cardiovascular. El efecto secundario más común es la apnea; cuando no va precedido por una premedicación con sedantes, tranquilizantes u opioides, los pacientes también pueden llegar a presentar agitación y sensación de hipersensibilidad.
La alfaxalona funciona como modulador alostérico positivo en los receptores de GABAA y en concentraciones altas como agonista directo. El hígado lo quita rápidamente, dándole una semivida de eliminación corta e impide que se acumule en el cuerpo, bajando la probabilidad de sobredosis.

## Uso médico
Se usa la alfaxalona como  agente de inducción, anestésico inyectable y como sedante en animales. Pese a que se usa generalmente en gatos y perros, también ha sido exitoso el uso en conejos, caballos, ovejas, cerdos y animales exóticos como la jicotea elegante, el ajolote, la iguana verde, el tití y la carpa. En su uso como agente de inducción, la alfaxalona hace que el animal se relaje lo suficiente para ser intubado; después se puede dar el anestésico inhalante. Administrar la premedicación aumenta la potencia de la alfaxalona como agente de inducción. Se la puede utilizar en vez de anestésicos inhalantes en cirugías que duran menos de 30 minutos, como una infusión constante—esto es especialmente útil en procedimientos como lasbroncoscopias o reparaciones de rasgaduras tráqueales.
Cuando se da la alfaxalona como inyección intramusuclar (IM), se emplea como sedante, aunque esto requiere un volumen más grande (no todos países permiten la administración de esta molécula vía IM ).
La alfaxalona no tiene propiedades analgésicas.

### Formas disponibles
Aunque la alfaxalona no es autorizada para uso intramuscular o subcutáneo en los Estados Unidos (porque ambos causan recuperaciones más largas con más agitación y hipersensibilidad a estímulos), se la da frecuentemente vía IM en gatos, y está autorizada como tal en otros países.
La alfaxalona se disuelve en 2-hidroxipropill-β ciclodextrina (que es tóxico para las personas); la ciclodextrina es una molécula grande derivada de almidón con un núcleo hidrófobo donde la alfaxalona se une, permitiendo que esta se disuelva en agua. Así, se puede vender como disolución acuosa. La ciclodextrina y la alfaxalona actúan como una unidad, y solo se disocian cuando llegan al cuerpo.
La falta de preservantes en viales de alfaxalona le da un tiempo de caducidad extremamente corto cuando el sello se rompe roto porque los microbios pueden crecer dentro del vial. Las instrucciones oficiales del Reino Unido dictan que se tome la cantidad necesaria y se deseche el resto inmediatamente. En los Estados Unidos, un vial de alfaxalona puede ser mantenido hasta seis horas después de su primer uso. En Nueva Zelanda y Australia, un vial abierto puede ser mantenido en el refrigerador hasta siete días.

### Poblaciones específicas
Se ha usado alfaxalona para hacer cesáreas en gatas embarazadas: aunque atraviesa la placenta y tiene algunos efectos en las crías, no hay depresión respiratoria ni efecto duradero. También se ha notado que es segura para usar en cachorros y gatos jóvenes.
Se considera que la alfaxalona es un agente anestésico bueno para los perros con trastornos de ritmo cardíaco y para los lebreles.

## Efectos secundarios
La alfaxalona tiene relativamente pocos efectos secundarios en comparación con otros anestésicos; destaca la falta de depresión cardiovascular en dosis clínicas, lo que la hace única entre anestésicos. El efecto secundario más común es la depresión respiratoria: además de la apnea—lo más prevalente—, la alfaxalona puede disminuir el índice respiratorio, volumen por minuto, y saturación de oxígeno en la sangre en gatos y perros. La alfaxalona debe ser administrada por un periodo de al menos 60 segundos o hasta que la anestesia esté inducida; la administración rápida aumenta el riesgo de apnea. La alfaxalona tiene algunos efectos depresivos en el sistema nervioso central, incluyendo la reducción de la circulación cerebral, la presión craneoencefálica y la temperatura.
Los galgos —que son más susceptibles a efectos secundarios anestésicos— pueden tener un suministro de sangre y oxígeno disminuido en el hígado.
Cuándo no se dan premedicaciones, la alfaxalona causa que los animales (especialmente el gato) estén agitados cuándo se recuperan. Los perros y gatos hacen movimientos de nado en el aire, vocalizan excesivamente, tienen reacciones exageradas a estímulos externos como la luz o el ruido, y pueden quedarse rígidos o crisparse. Por esta razón, se recomienda que durante la recuperación de la anestesia por alfaxalona estén en un área tranquila y oscura.

### Sobredosis
El metabolismo y la eliminación rápida de la alfaxalona reducen la posibilidad de sobredosis. Se necesitan más de 28 veces de la dosis normal para causar toxicidad en gatos. Tales dosis siguen pudiendo causar presión de sangre baja, apnea, hipoxia y arritmia (causada por la apnea y la hipoxia).

## Farmacología

### Mecanismo de acción

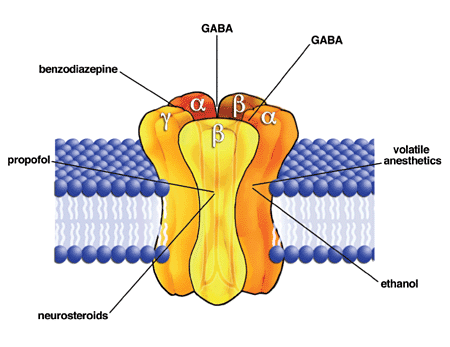
La receptor de GABAA y sus varios sitios de unión.

La alfaxalona es un esteroide neuroactivo que deriva de la progesterona, aunque no actúa como glucocorticoide o mineralocorticoide. En su lugar, interactúa  con los receptores de GABAA. Se une a los dominios M3/M4 de la subunidad α y modifica el receptor de manera alostérica para facilitar el movimiento de iones de cloruro a la célula, que resulta en la hiperpolarización del nervio postsináptico (que causa la inhibición de potenciales de acción). En concentraciones por encima de 1 micromolar, la alfaxalona se une  a un sitio de la interfaz entre las subunidades α y β (cerca del sitio donde el GABA se une) y actúa como agonista de manera similar que las benzodiazepinas. Sin embargo, la alfaxalona no comparte el sitio de unión de la benzodiazepina, y prefiere diferentes receptores de GABAA que las benzodiazepinas—interactúa más en la isoforma α1-β2-γ2-L. Las investigaciones sugieren que los esteroides neuroactivos aumentan la expresión de los receptores GABAA , haciendo más difícil que desarrollen tolerancia.

### Farmacocinética
La alfaxalona se metaboliza rápidamente y no se acumula en el cuerpo; de esta manera su uso como agente de inducción no aumenta el tiempo necesario para recuperarse de la anestesia. Si administrada más despacio por dilución en agua estéril, se puede usar menos alfaxalona. Une a 30%-50% de proteínas del plasma, y tiene una vida media de 25 minutos en perros y 45 minutos en los gatos con dosis clínicas (2 mg/kg y 5 mg/kg respectivamente). La farmacocinética de la alfaxalona no es linear en gatos o perros.
La mayoría de la alfaxalona se metaboliza en el hígado, aunque una parte tiene lugar en los pulmones y riñones. En el hígado, experimenta ambos metabolismos de fase I (dependiente en citocromo P450) y de fase II (dependiente en la conjugación). Los productos de a fase I son iguales en gatos y perros: alopregnatriona, 3β-alfaxalona, 20-hidroxi-3β-alfaxalona, 2-hidroxialfaxalona, y 2α-hidroxialfaxalona. En perros, los metabolitos de la fase II metabolitos son alfaxalona glucurónida (el metabolito mayor), sulfato de 20-hidroxialfaxalona y 2α-hidroxialfaxalona glucurónida. En gatos, hay una producción más grande de sulfato de 20-hidroxialfaxalona que de alfaxalona glucurónida; los gatos también tienen 3β-alfaxalona-sulfato, la cual no se presenta en perros.
La alfaxalona se excreta mayoritariamente en la orina, aunque también se excreta un poco en la bilis.

## Química

Progesterona (izquierda) y su derivado, alfaxolana (derecha); las diferencias están marcado en rosa.

La alfaxalona es un sintético esteroide derivado de la progesterona. Específicamente, hay una modificación en la cetona de C3 de la progesterona que lareduce a un grupo hidróxilo. El doble enlace entre C4 y C5 ha sido reducido a un enlace sencillo y una cetona ha sido sustituida en C11. La alfaxalona es también un derivado de la alopregnanolona, con la que se difieren solo por adición de la cetona en C11. Otros esteroides relacionados estrechamente incluyen la ganaxolona, hidroxidiona, minaxolona, pregnanolona y renanolona.

## Historia
En 1941, se ha descubierto la que progesterona y 5β-pregnanediona tenían efectos depresivos en el sistema nervioso central de los roedores. Esto inició una búsqueda para sintetizar un esteroide que se pueda utilizar como anestésico. La mayoría de estos esfuerzos apuntaron en hacer la alfaxalona más soluble en agua.
En 1971, una combinación de alfaxalona y el acetato de alfadolona se hizo pública con los nombres de Althesin (para uso humano) y Saffan (para uso veterinario). Ambos fueron disueltos en Cremophor EL, un tensoactivo de aceite de ricino polioxietilado.
Althesin fue retirado del mercado en 1984 por causar anafilaxia; posteriormente se descubrió que esto era debido al Cremphor EL, que causó la liberación de histamina más que de alfaxolona o alfadolona. Saffan fue retirado del uso para perros, pero se quedó disponible para otros animales, porque ninguno de ellos presentaba liberación de histamina en cantidad como en los perros. Todavía es valorado en gatos por la falta de efectos depresivos en el sistema cardiovascular, lo que lo hizo tres veces menos fatal que cualquier otro anestésico en el mercado en esa época. La liberación de histamina hizo que la mayoría de gatos (70%) tuviera edema e hiperemia en las orejas y las patas; solo algunos tuvieron además edema en la laringe o en los pulmones.
En 1999, una forma liofilizada de alfaxalone se hizo pública para gatos. El fármaco nuevo, Alfaxan, utilizó ciclodextrina en vez de Camphor EL como agente cargador, para hacer la alfaxalona más soluble en agua. No se incluyó alfadolona en la mezcla, porque sus efectos sedantes eran bastante débiles. Se introdujo una forma acuosa de Alfaxan en el mercado en Australia en 2000-2001 y finalmente,  se retiró Saffan del mercado en 2002. Se puso Alfaxan en el mercado en el Reino Unido en 2007, Europa central en 2008, Canadá en 2011, y los Estados Unidos en 2012.
Actualmente, una forma de alfaxalona para uso en humanos está en desarrollo bajo el nombre «Phaxan», que se disolverá en 7-sulfo-butilo-éter-β-cyclodextrina, el cual, a diferencia de la ciclodextrina utilizada en Alfaxan, no es tóxico a personas.

### Nombres de marca
Alfaxalona era vendida en 1971 en combinación con alfadolone acetato bajo el nombre de marca Althesin para uso humano y Saffan para uso veterinario. Althesin fue retirado del mercado en 1984, mientras que Saffan sigue siendo vendido. Una formulación nueva que contiene alfaxalona solo estuvo introducida para uso veterinario en 1999 bajo el nombre de marca Alfaxan. Siguiendo la introducción de Alfaxan, Saffan era gradualmente interrumpido y ahora ya no se comercializa. Otra formula nueva que contiene alfaxalona  está actualmente bajo desarrollo para uso en humanos con el nombre de marca provisional Phaxan.

### Disponibilidad
La alfaxalona es comercializada para uso veterinario bajo el nombre de marca Alfaxan en varios países, incluyendo Australia, Bélgica, Canadá, Francia, Alemania, Irlanda, Japón, el Netherlands, Nueva Zelanda, Sudáfrica, Corea del Sur, España, Taiwán, el Reino Unido, y los Estados Unidos.